# Krążowniki pancerne typu Gueydon

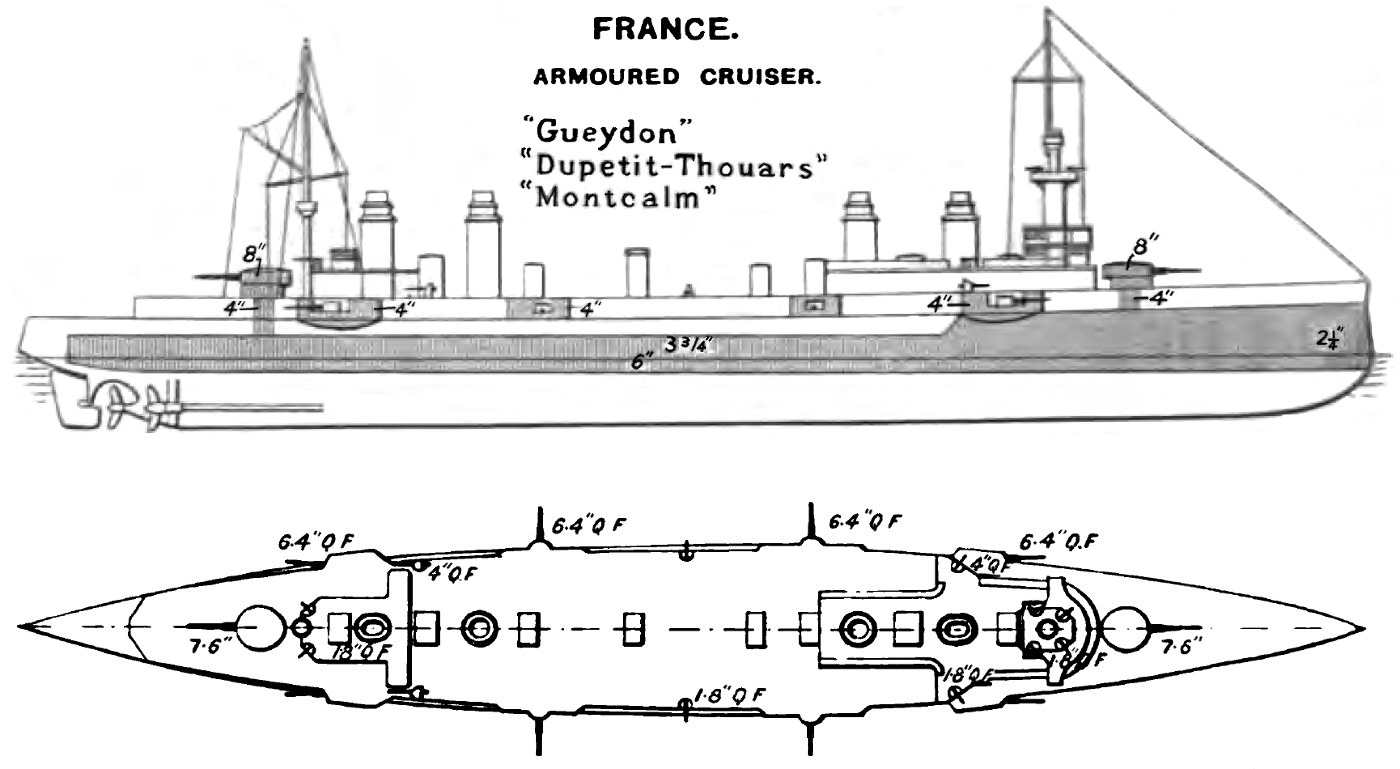
Uproszczony schemat rozkładu opancerzenia i uzbrojenia

Krążowniki typu Gueydon – seria trzech francuskich krążowników pancernych z początku XX wieku i I wojny światowej, nazwana od pierwszego okrętu typu. Określane też są jako typ Montcalm.

## Historia
Okręty typu Gueydon stanowiły nieco pomniejszone i ulepszone rozwinięcie krążownika „Jeanne d’Arc”, który wprowadził standardową postać francuskich dużych krążowników pancernych przełomu XIX i XX wieku. Pomimo mniejszej o 1/3 mocy siłowni, prędkość okrętów pozostała praktycznie taka sama, a poprawiła się manewrowość. Dzięki mniejszej ilości kotłowni, zmniejszono liczbę kominów do czterech. Przy takim samym uzbrojeniu głównym (2 działa 194 mm) wzmocniona została artyleria średnia przez zastąpienie 14 dział kalibru 138,6 mm ośmioma działami 164,7 mm. Opancerzenie pozostało podobne, aczkolwiek zmieniono nieco rozkład pancerza. Wzmocniono ponadto pancerz wież i opancerzono kazamaty artylerii średniej.

## Okręty
| Nazwa           | Położenie stępki, stocznia | Data wodowania   | Wejście do służby | Los                       |
| --------------- | -------------------------- | ---------------- | ----------------- | ------------------------- |
| Montcalm        | kwiecień 1898, La Seyne    | 27 marca 1900    | 1902              | wycofany 1926             |
| Gueydon         | sierpień 1898, Lorient     | 20 września 1899 | 1903              | wycofany 1935             |
| Dupetit-Thouars | kwiecień 1899, Tulon       | 5 lipca 1901     | 1905              | zatopiony 7 sierpnia 1918 |

## Opis
Konstrukcja i architektura krążowników typu Gueydon powtarzała ogólnie krążownik „Jeanne d’Arc”. Najbardziej widoczną zmianą stało się zastąpienie sześciu kominów przez cztery, nieco niższe i grubsze, lecz tak samo rozmieszczone w dwóch oddalonych od siebie grupach w części dziobowej i rufowej okrętu (po dwa). Ponadto, przedłużono podwyższony pokład dziobowy, który ciągnął się prawie aż do samej rufy, przez co rufową wieżę artylerii umieszczono o jeden poziom wyżej. Dopiero tuż przed rufą był uskok pokładu. Niewielkim zmianom uległ kształt dziobnicy, lekko wyoblonej do przodu w rejonie linii wodnej. Za dziobową wieżą działa była umieszczona tak, jak w poprzednim typie, nadbudówka dziobowa z wieżą dowodzenia i bojowym masztem z platformą działek. Drugi maszt palowy znajdował się między rufową grupą kominów a rufową wieżą (zrezygnowano z nadbudówki rufowej).
Uzbrojenie umieszczono podobnie, jak na poprzednim typie - jedna wieża działa 194 mm L/45 Mle 1893-96 na pokładzie dziobowym, blisko dziobu, a druga na rufie. Osiem dział kalibru 164,7 mm Mle 1893-96 rozmieszczono podobnie w kazamatach burtowych między pokładem górnym a dziobowym (po 4 na burtę), z tym, że miały one lepszy poziom ochrony. Artylerię średnią uzupełniały 4 działa 100 mm, z czego dwa w kazamatach po bokach nadbudówki dziobowej, a dwa z maskami przeciwodłamkowymi na pokładzie, na obu burtach koło rufowej grupy kominów. Uzbrojenie uzupełniało szesnaście półautomatycznych armat 47 mm, cztery półautomatyczne armaty 37 mm i dwie podwodne wyrzutnie torped kal. 450 mm.
Opancerzenie kadłuba obejmowało przede wszystkim burtowy pas pancerny na linii wodnej, sięgający 1,35 m pod wodę, a powyżej – do pokładu głównego. W dziobowej części, na długości 43 m od dziobu, pancerz burtowy sięgał pokładu górnego (ciągły pokład poniżej pokładu dziobowego). Dolny – główny pas miał grubość 150 mm, zmniejszającą się do 90 mm w stronę dziobu i 80 mm w stronę rufy oraz do 50 mm na dolnej krawędzi. Pas kończył się 4 metry przed rufą poprzeczną grodzią grubości 84–40 mm. Górny pas miał grubość od 96 do 76 mm, a wyżej, na dziobie, między pokładem głównym a górnym, 58–40 mm. Wewnętrzny wypukły pokład pancerny miał grubość 56–50 mm. Ponadto, nad pasem pancernym był płaski pokład pancerny grubości 20 mm. Wieże dział miały pancerz 200 mm, a ich barbety od 200 do 50 mm. Kazamaty miały na zewnątrz pancerz 120 mm (od góry – 23 mm i od tyłu 30 mm). Pokład bateryjny (z kazamatami) był od przodu ograniczony grodzią grubości 120 mm, a od tyłu 100 mm. Wieża dowodzenia miała pancerz 160 mm. Pancerz był wykonany ze stali niklowej typu Harveya.
Siłownia okrętów różniła się na wszystkich trzech jednostkach. Wszystkie miały trzy pionowe maszyny parowe potrójnego rozprężania, lecz „Gueydon” miał 28 kotłów parowych Niclausse'a, „Thouars” 28 kotłów Belleville, a „Montcalm” - 20 kotłów Normand Sigaudy. Siłownia miała moc indykowaną 19 600 KM, z wyjątkiem „Thouars”, na którym osiągała 22 000 KM (był on też szybszy, osiągając 22 węzły zamiast 21). Każdy z 4 kominów obsługiwał jedną kotłownię. Maszynownia znajdowała się na śródokręciu, pomiędzy dziobową a rufową grupą kotłowni. Zapas węgla wynosił maksymalnie 1575 t. Taktyczna średnica cyrkulacji okrętów wynosiła ok. 900 m.